# Kesselschlacht (Film)
Kesselschlacht (Originaltitel Battleground) ist ein US-amerikanischer Kriegsfilm von William A. Wellman aus dem Jahre 1949. Er handelt von einer der bekanntesten Episoden der Ardennenoffensive: der Belagerung von Bastogne. Der Film kam am 11. April 1958 in die deutschen Kinos.

## Handlung
Kurz vor Weihnachten 1944 erwarten amerikanische Soldaten in einem Lager in Frankreich ihre versprochene Reise nach Paris. Doch ihre Hoffnung auf einen Fronturlaub wird zunichtegemacht, als sie nach Bastogne in Belgien beordert werden. Sie sollen das XXXXVII. Panzerkorps der deutschen Wehrmacht zurückschlagen, das durch die alliierten Linien gebrochen ist. Zu den Soldaten der Einheit gehören der Kleinstadt-Journalist Jarvess, der Latino Rodrigues, der Neuling Leyton, der Schürzenjäger Holley und der Zugführer Kinnie.
In Bastogne angekommen treffen sie auf die attraktive Denise, die ihnen Unterkunft verspricht. In den nebeligen und kalten Wäldern nahe der Stadt geraten sie immer wieder unter heftigen Beschuss. Bei einer Patrouille merken sie zu spät, dass die Deutschen sie umzingelt haben. Die Männer werden in einen heftigen Kampf verwickelt, bei dem Rodrigues verwundet wird. Der Verwundete kann nicht zurückgetragen werden, also verstecken sie ihn unter einen zerstörten Jeep und versprechen ihm, ihn bald zu holen. Als Holley mit einer Rettungseinheit zurückkommt, findet er Rodrigues tot vor.
Die Kämpfe in den Wäldern werden immer intensiver, die Verluste der Amerikaner steigen. Als ein deutscher Überraschungsangriff in der Nacht zurückgeschlagen wird, können die Amerikaner mehrere alliierte Gefangene befreien. Ein deutscher Offizier versucht die Amerikaner zur Kapitulation zu bewegen, doch General McAuliffe lehnt ab. Die Lage scheint immer hoffnungsloser. Ein Feldgeistlicher hält den Soldaten eine Predigt, in der er ihnen die Wichtigkeit darlegt, Bastogne zu halten.
Endlich weicht der Nebel, alliierte Bomber und Jagdflugzeuge können aufsteigen. Die Männer des Zuges schöpfen neue Hoffnung, besonders als Verstärkung eintrifft. Mit der Gewissheit, Bastogne verteidigt zu haben, verlassen die Männer des Zuges die Stadt.

## Kritik
„Semidokumentarisch inszenierter Spielfilm, der ohne heroisches Pathos die Schrecken des Krieges entlarvt.“

## Auszeichnungen
Der Film wurde bei der Oscarverleihung 1950 in zwei Kategorien ausgezeichnet und mehrfach nominiert. 
- Oscar in der Kategorie Bestes Originaldrehbuch an Robert Pirosh
- Oscar in der Kategorie Beste Schwarzweißkamera an Paul C. Vogel
- Nominierung in der Kategorie Bester Film
- Nominierung in der Kategorie Beste Regie an William A. Wellman
- Nominierung in der Kategorie Bester Nebendarsteller an James Whitmore
- Nominierung in der Kategorie Bester Schnitt an John Dunning

Mit dem Golden Globe 1950 wurden James Whitmore und das Drehbuch des Films ausgezeichnet.
- Golden Globe in der Kategorie Bester Nebendarsteller an James Whitmore
- Golden Globe in der Kategorie Bestes Filmdrehbuch an Robert Pirosh

### Weitere
- Der Film wurde als bester Film des Jahres mit dem Photoplay Award ausgezeichnet.
- Der Film wurde in der Kategorie Bestes Drehbuch (Drama) für den Writers Guild of America Award nominiert.[2]

## Hintergrund
Die Produktion der MGM spielte in den USA etwa fünf Millionen US-Dollar ein.
Drehbuchautor Robert Pirosh kämpfte selber als Infanterist bei der Ardennenoffensive und konnte seine Erfahrungen einfließen lassen. Zudem wurden 20 Veteranen, die in Bastogne gekämpft hatten, verpflichtet, welche die Schauspieler trainieren sollten.
Der gebürtige Mexikaner Ricardo Montalban ist hier in seiner fünften Filmrolle in Hollywood zu sehen. Auch Richard Jaeckel spielt zum fünften Mal in einem Kinofilm mit. James Whitmore gewann seinen Golden Globe mit seiner zweiten Filmrolle. In einer Nebenrolle als Garby ist James Arness (Marshall Dillon aus Rauchende Colts) in seinem dritten Kinofilm zu sehen. Der spätere Regisseur Jerry Paris hat einen Auftritt als deutscher Unteroffizier.
Für die Ausstattung des Filmes sorgten die preisgekrönten Cedric Gibbons (elf Oscars in seiner Karriere) und Edwin B. Willis (8 Oscars). Für den Ton war Douglas Shearer (sieben Oscars) zuständig. Militärischer Berater des Films war Lieutenant Colonel H. W. O. Kinnard.
Der Film enthält einen historischen Fehler: Innerhalb von Bastogne gab es keine Deutschen, die sich als Amerikaner getarnt hatten. Diese Operation, das sog. Unternehmen Greif, fand vor der 6. Panzer-Armee weit entfernt von Bastogne, statt.